# De Smurfenheld
De Smurfenheld is het 34ste stripalbum uit de reeks De Smurfen. De Nederlandstalige versie verscheen in 2015 bij Standaard Uitgeverij. Het scenario is van Alain Jost en Thierry Culliford, de tekeningen van Jeroen De Coninck.

## Verhaal
Bij het opruimen van het laboratorium van de Grote Smurf vinden enkele Smurfen een oud boek, Smurfenheld. Het is een verhaal over Avonturensmurf, die de moeilijk toegankelijke Drakenberg beklom en er baadde in de Drakenbron, die water met magische krachten bevat. De kracht en moed die hij na het baden kreeg, maakten van hem een held in het dorp. De Smurfen gaan helemaal in het verhaal op en nemen het voor waar aan. Grote Smurf tempert hun verwachtingen: de bewuste berg bestaat, maar hij betwijfelt of die wel een magische bron heeft.
De Smurfen willen een toneelstuk maken over de Smurfenheld. Net als heel wat andere Smurfen, zijn Bange Smurf, Klungelsmurf en Domme Smurf kandidaat om de hoofdrol te spelen. Het drietal wordt in de wachtrij echter voor de zoveelste keer uitgelachen. Ze besluiten hun negatieve eigenschappen aan te pakken en gaan Avonturensmurf achterna: ze hopen door te baden in de Drakenbron van hun respectievelijke schrik, gestuntel en domheid verlost te geraken en echte helden te worden. Stiekem glippen ze weg uit het dorp en leggen een stuk van hun tocht af op de rug van een ooievaar, maar het laatste stuk moeten ze te voet doen. Onderweg moeten ze een aantal hindernissen overwinnen, waarbij ze ook meteen hun nadelen moeten zien te overwinnen. Ze bereiken uiteindelijk de bron en nemen een bad in het rode water. Het effect valt echter tegen: de positieve effecten die Avonturensmurf in het verhaal onderging, blijven bij hen uit. Teleurgesteld vragen ze zich af hoe ze zo weer thuis geraken. Plots horen ze een bekende stem: een baron die ze ooit hielpen (zie Honger bij de Smurfen) neemt in het rode, ijzerrijke water een bad voor zijn reuma. Hij herkent de Smurfen meteen en wil hen graag helpen. Intussen vertelt hij hen ook over zijn plannen: hij wil het rode water sneller doen stromen en beneden opvangen in een bassin waarin mensen een verkwikkend bad tegen de reuma kunnen nemen, zodat hij daar dan wat aan kan verdienen. Het overtollige water in het bassin wil hij laten weglopen in de nabije kleine rivier.
Ondertussen zijn drie andere Smurfen – Knutselsmurf, Potige Smurf en Brilsmurf – op zoek naar de drie weggelopen Smurfen. De zelfverklaarde helden komen echter vast te zitten in een grot.
De baron brengt de Smurfen naar beneden en de volgende dag worden zijn plannen met succes uitgevoerd. Het rode water klatert naar beneden, maar zonder het te beseffen, zorgt de afwatering van het bassin ervoor dat het Smurfendorp dreigt onder water komen te staan. De drie Drakenbergbezoekers, zich van geen kwaad bewust op hun terugweg naar huis, veroorzaken per ongeluk een stenenlawine die het water van de rivier afremt. De andere Smurfen, die de oorzaak van de plotse stijging van de rivier kwamen onderzoeken – en daarbij onderweg de drie Smurfen van de reddingsploeg kunnen bevrijden –, zijn getuige van de lawine. De baron bevestigt dat het drietal de reddende lawine heeft veroorzaakt en dat ze op de Drakenberg zijn geraakt. De andere Smurfen ontvangen de drie voormalige "Smurfidioten" als helden. Het geplande toneelstuk gaat vervolgens niet meer over Avonturensmurf, maar over Bange Smurf, Domme Smurf en Klungelsmurf.